# Список дипломатичних місій в Єгипті

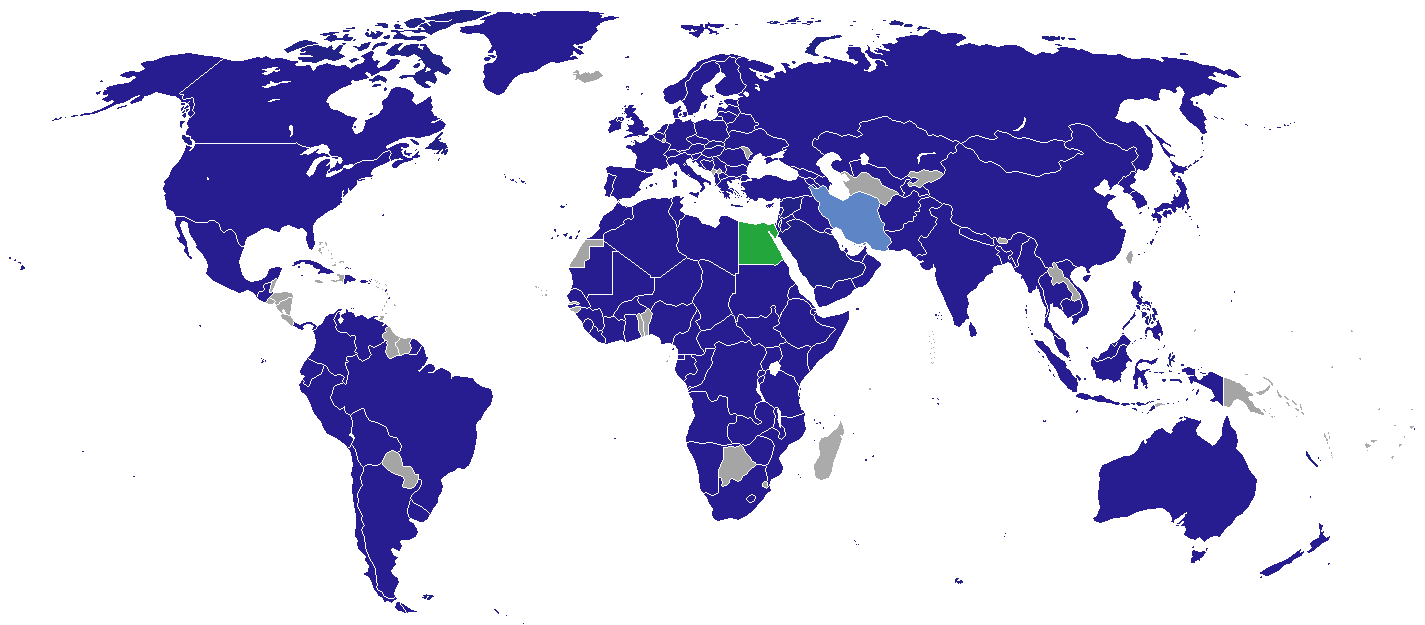
Країни, які мають посольство в Єгипті.

В цій статті наводиться список посольств у Єгипті, яких наразі є 140 і всі вони знаходяться в місті Каїр. Деякі країни мають послів в інших країнах, які акредитовані в Єгипті. Також в Єгипті є почесні консульства, які не наведені в цьому списку.

## Посольства

### Європа
- Австрія
- Азербайджан
- Албанія
- Бельгія
- Білорусь
- Болгарія
- Боснія і Герцеговина
- Ватикан
- Велика Британія
- Вірменія
- Греція
- Грузія
- Данія
- Естонія
- Ірландія
- Іспанія
- Італія
- Кіпр
- Латвія
- Литва
- Мальта
- Мальтійський орден
- Нідерланди
- Німеччина
- Норвегія
- Північна Македонія
- Польща
- Португалія
- Росія
- Румунія
- Сербія
- Словаччина
- Словенія
- Угорщина
- Україна
- Фінляндія
- Франція
- Хорватія
- Чехія
- Швейцарія
- Швеція

### Азія
- Афганістан
- Бангладеш
- Бахрейн
- Бруней
- В'єтнам
- Ємен
- Ізраїль
- Індія
- Індонезія
- Ірак
- Йорданія
- Казахстан
- Камбоджа
- КНР
- Кувейт
- Ліван
- М'янма
- Малайзія
- Монголія
- Непал
- ОАЕ
- Оман
- Пакистан
- Палестина
- Південна Корея
- Північна Корея
- Саудівська Аравія
- Сирія
- Сінгапур
- Таджикистан
- Таїланд
- Туреччина
- Узбекистан
- Філіппіни
- Шрі-Ланка
- Японія

### Північна Америка
- Гватемала
- Домініканська Республіка
- Канада
- Куба
- Мексика
- Нікарагуа
- Панама
- США

### Південна Америка
- Аргентина
- Болівія
- Бразилія
- Венесуела
- Еквадор
- Колумбія
- Парагвай
- Перу
- Уругвай
- Чилі

### Африка
- Алжир
- Ангола
- Буркіна-Фасо
- Бурунді
- Габон
- Гана
- Гвінея
- Джибуті
- ДР Конго
- Екваторіальна Гвінея
- Еритрея
- Ефіопія
- Замбія
- Зімбабве
- Камерун
- Кенія
- Коморські Острови
- Кот-д'Івуар
- Лесото
- Ліберія
- Лівія
- Маврикій
- Мавританія
- Малаві
- Малі
- Марокко
- Мозамбік
- Намібія
- Нігер
- Нігерія
- ПАР
- Південний Судан
- Республіка Конго
- Руанда
- Сенегал
- Сомалі
- Судан
- Сьєрра-Леоне
- Танзанія
- Туніс
- Уганда
- Центральноафриканська Республіка
- Чад

### Австралія і Океанія
- Австралія
- Нова Зеландія

## Консульства
Знаходяться в місті Александрія, якщо не вказано інше:
- Велика Британія
- Греція
- Ізраїль
- Іспанія
- КНР
- Ліван
- Лівія
- Росія
- Саудівська Аравія (Александрія)
- Саудівська Аравія (Суец)
- США
- Судан (Асуан)
- Туреччина
- Франція

## Представництва
- Європейський Союз (представництво)
- Іран (секція інтересів при посольстів Швейцарії)
- Катар (секція інтересів при посольстів Греції)
- Косово (офіс зв'язків)

## Акредитовані посли
- Бенін (Триполі)
- Ботсвана (Аддис-Абеба)
- Бутан (Кувейт)
- Вануату (Брюссель)
- Гаїті (Рим)
- Гамбія (Ер-Ріяд)
- Гаяна (Женева)
- Гвінея-Бісау (Алжир)
- Гондурас (Рим)
- Гренада (Москва)
- Домініка (Лондон)
- Есватіні (Аддис-Абеба)
- Ісландія (Осло)
- Кабо-Верде (Рим)
- Киргизстан (Ер-Ріяд)
- Кірибаті (Нью-Йорк)
- Коста-Рика (Рим)
- Лаос (Кувейт)
- Мадагаскар (Аддис-Абеба)
- Мальдіви (Абу-Дабі)
- Молдова (Анкара)
- Науру (Нью-Йорк)
- Сейшельські Острови (Аддис-Абеба)
- Сент-Вінсент і Гренадини (Лондон)
- Сент-Кіттс і Невіс (Лондон)
- Сент-Люсія (Лондон)
- Суринам (Женева)
- Східний Тимор (Женева)
- Тайвань (Париж)
- Того (Рабат)
- Тонга (Лондон)
- Тринідад і Тобаго (Лондон)
- Тувалу (Нью-Йорк)
- Туркменістан (Ер-Ріяд)
- Федеративні Штати Мікронезії (Нью-Йорк)
- Фіджі (Лондон)
- Ямайка (Кувейт)

## Закриті посольства
- Гондурас
- Есватіні

## Галерея

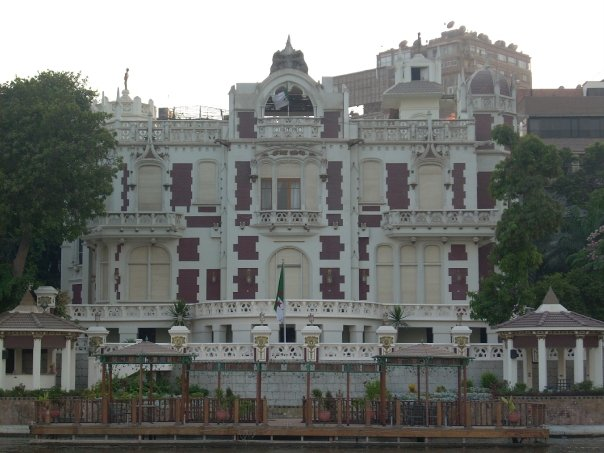
Посольство Алжиру
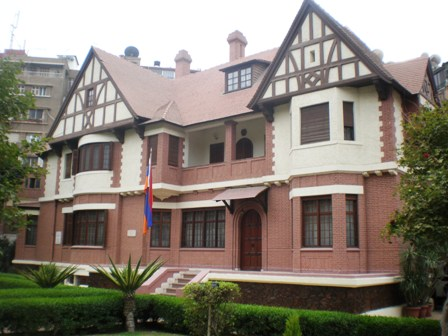
Посольство Вірменії
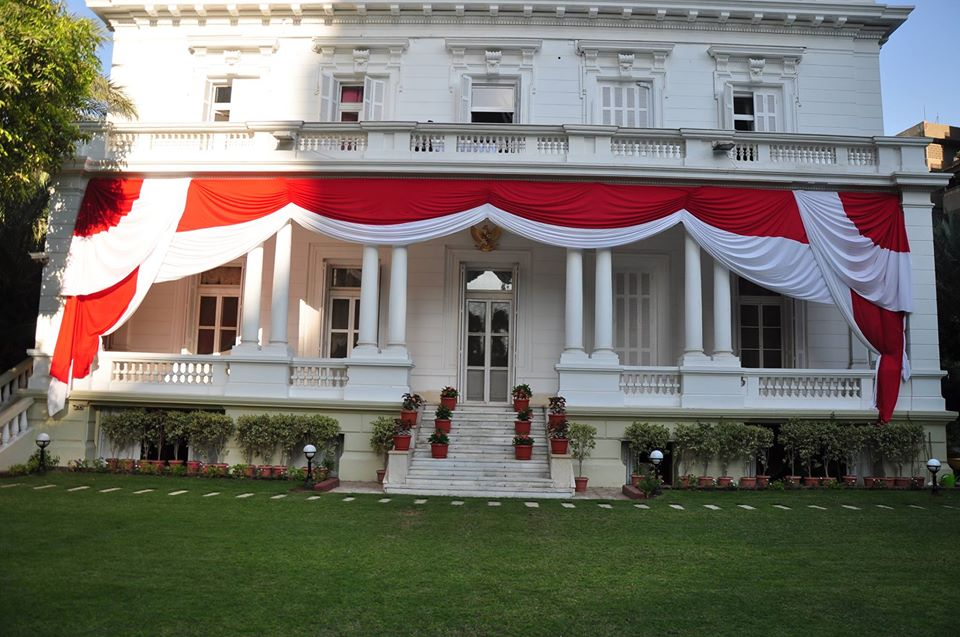
Посольство Індонезії
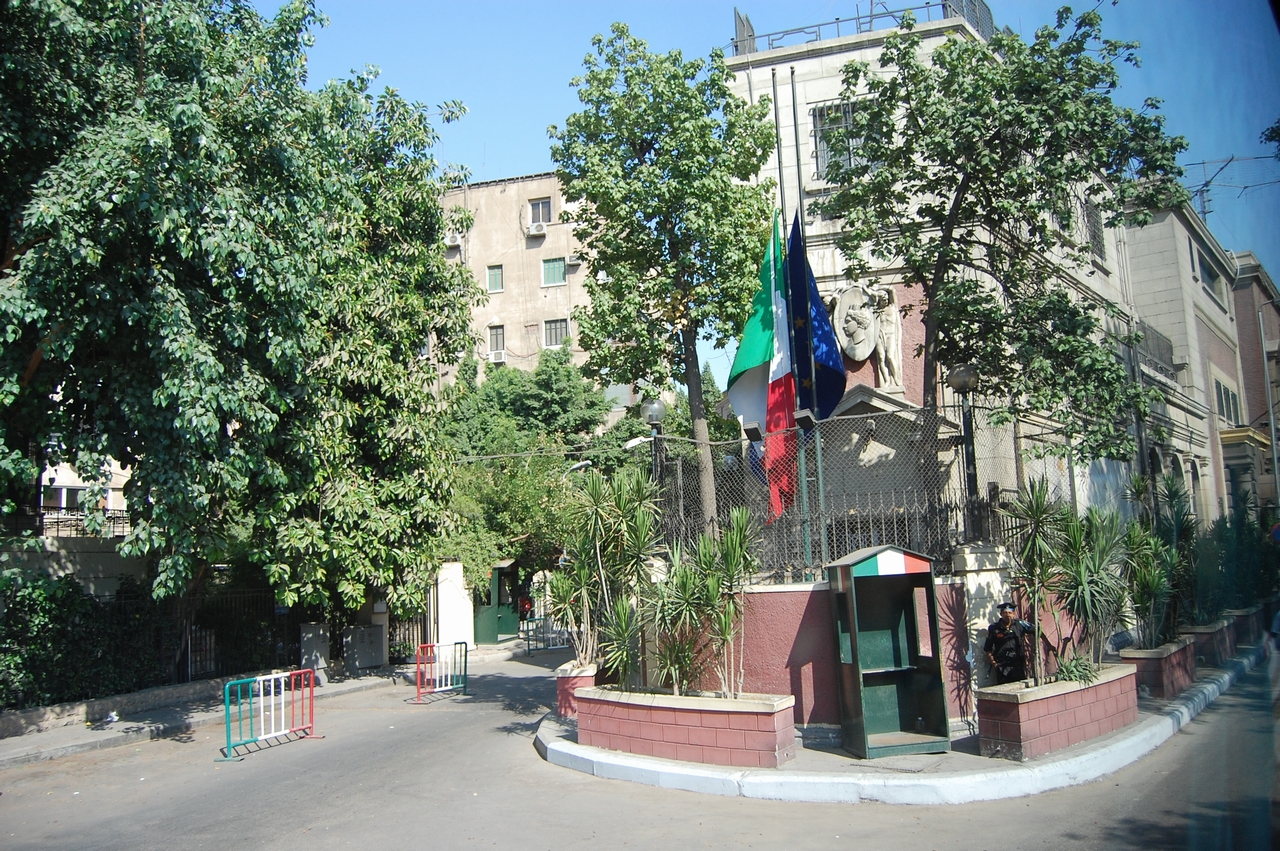
Посольство Італії
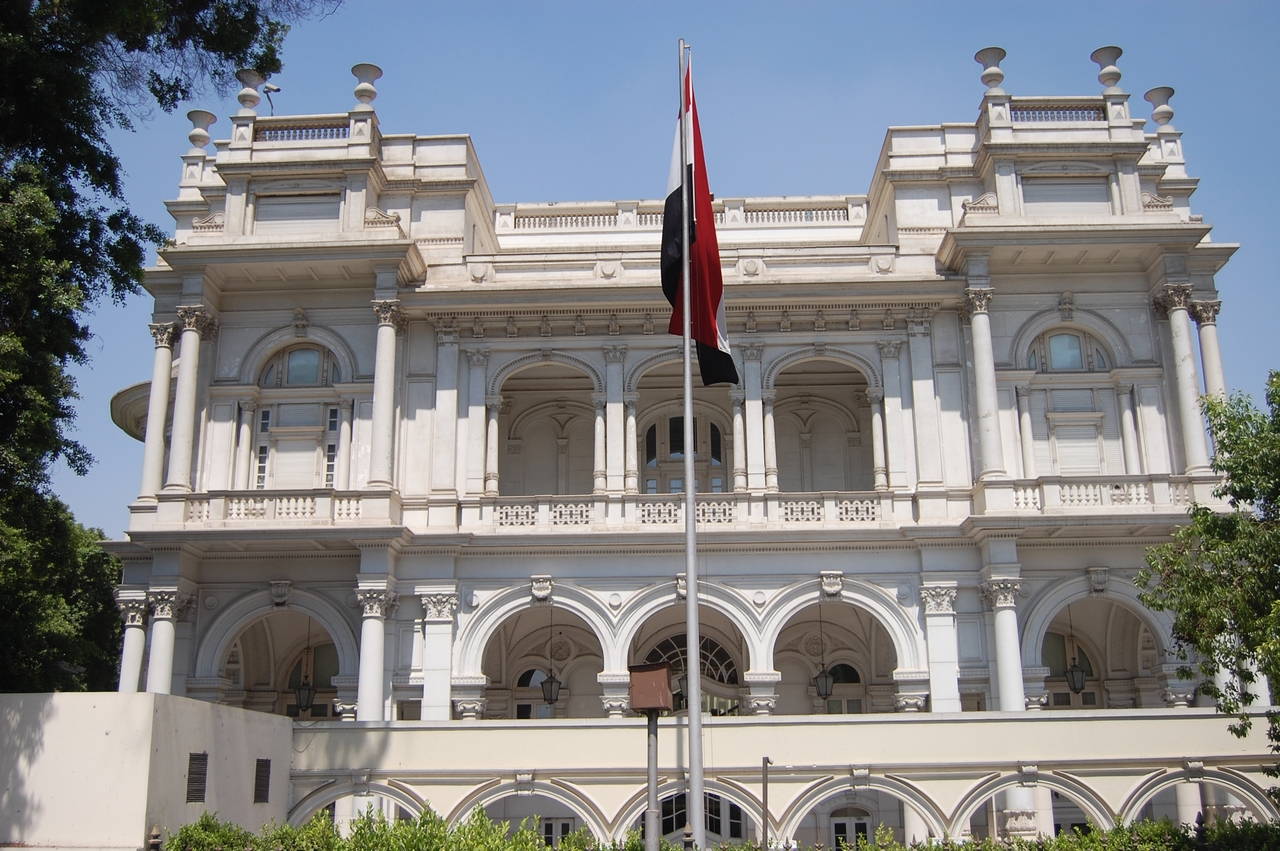
Посольство Росії
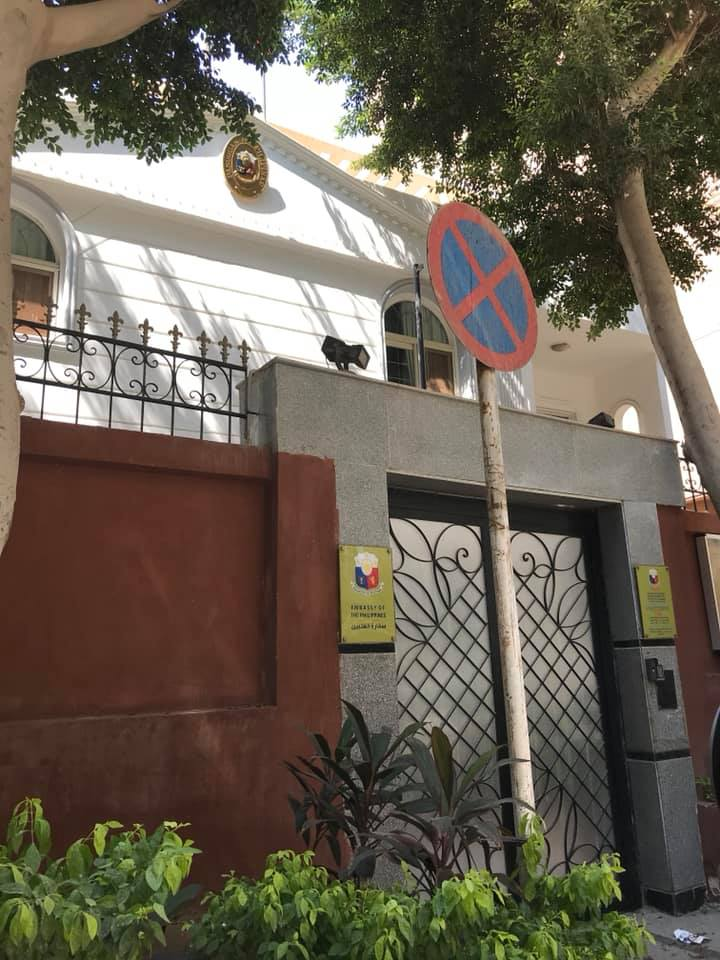
Посольство Філіппін
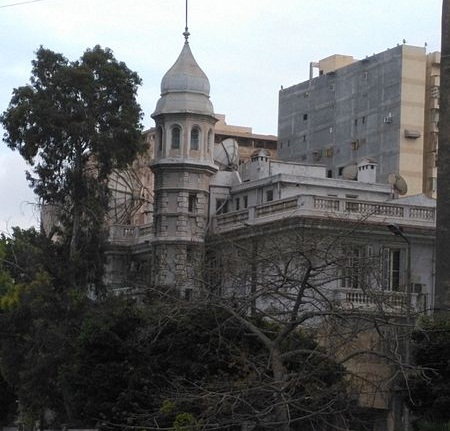
Консульство КНР в Александрії
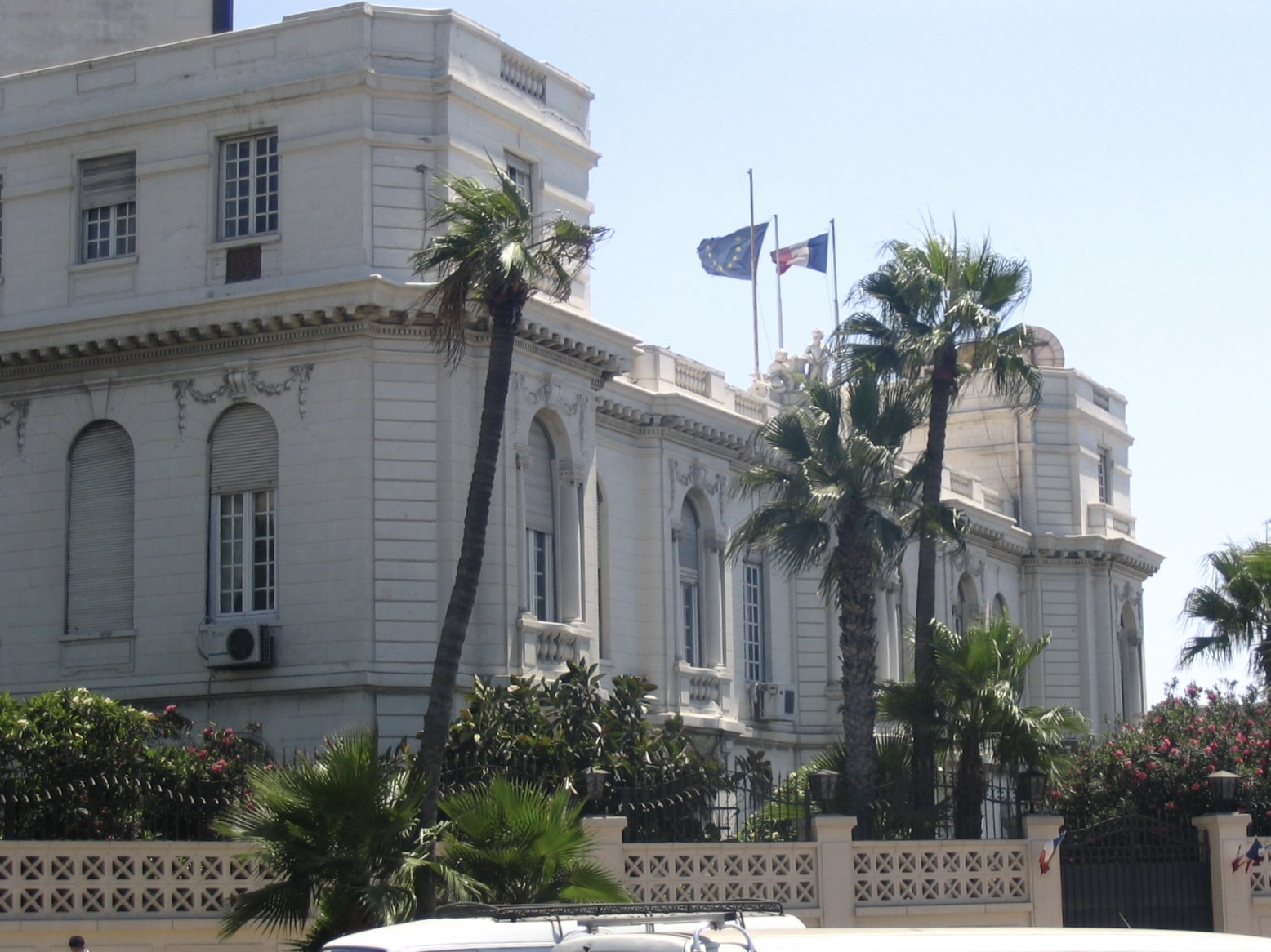
Консульство в Франції в Александрії